# Josef Piechl
Josef Piechl (* 14. September 1889 in Riedern bei Waakirchen; † 18. August 1961 in Mainburg) war ein deutscher Politiker (Bauernpartei, CSU).

## Leben und Wirken
Piechl stammte aus einer katholischen Bauernfamilie aus Bayern. Nach dem Schulbesuch arbeitete er bis 1909 als Bauer auf dem Gut seines Vaters und als Kaufmann. Von 1914 bis 1918 nahm er am Ersten Weltkrieg teil. Bis 1921 war er Staatsbeamter, dann selbständiger Landwirt und Hopfenkaufmann. 
In der Weimarer Republik engagierte Piechl sich politisch in der Deutschen Bauernpartei (DBP). Von 1928 bis 1932 gehörte er dem Bayerischen Landtag als Abgeordneter an. Bei der Reichstagswahl vom Juli 1932 wurde Piechl in den siebten Reichstag der Weimarer Republik gewählt, in dem er den Wahlkreis 25 (Niederbayern) vertrat. Nach der Bestätigung seines Mandates bei der Reichstagswahl vom November 1932 gehörte er dem Parlament noch bis zum März 1933 an. Daneben war Piechl zweiter Vorsitzender des Bezirkstages von Mainburg sowie Gründer der Zeitung Der Hopfenbauer.
1933 wurde Piechl vorübergehend verhaftet.
Am 5. Mai 1945 wurde Piechl von der amerikanischen Militärregierung in Bayern zum Landrat seiner Mainburger Heimat ernannt. Dieses Amt behielt er bis 1961 bei. Außerdem war er von 1946 bis 1961 Mitglied des Bayerischen Landtages für den Wahlkreis Kelheim-Mainburg. Politisch gehörte er nun der Christlich-Sozialen Union (CSU) an. Ferner war er weiterhin Hopfenbauer und Vorsitzender des Verbandes deutscher Hopfenpflanzer.
Piechl wurde am 3. Juli 1959 mit dem Bayerischen Verdienstorden ausgezeichnet. Heute erinnert unter anderem die Josef-Piechl-Straße in Mainburg an sein Leben und seine politische Tätigkeit.